# Osphya griseofasciata
Osphya griseofasciata is een keversoort uit de familie zwamspartelkevers (Melandryidae). De wetenschappelijke naam van de soort werd in 1921 gepubliceerd door Maurice Pic.